# Tunnel Vision
"Tunnel Vision" é uma canção do cantor norte-americano Justin Timberlake, gravada para seu terceiro álbum de estúdio The 20/20 Experience. Foi escrita por Timberlake, Timothy Mosley, Jerome "J-Roc" Harmon e James Fauntleroy, enquanto que sua produção foi feita por Timberlake, Timbaland e J-Roc. É uma canção de R&B com influências de EDM, sua sonoridade é composta através de uma orquestração e sintetizadores. Liricamente, a canção retrata Timberlake proclamando que ele tem uma visão de túnel sobre o amor que sente pela garota e apresenta diversas referências a voyeurismo.
A faixa recebeu opiniões favoráveis dos críticos sobre música, com a maioria deles elogiando a produção de Timbaland na canção; recebendo comparações aos trabalhos da cantora Aaliyah. Além disso, "Tunnel Vision" foi classificada como a faixa destaque do álbum. Após o lançamento de The 20/20 Experience, devido às fortes vendas digitais, conseguiu entrar para a parada da Coreia do Sul e dos Estados Unidos. A canção estreou na 27.ª posição na parada de singles da Coreia do Sul, South Korea Gaon International Chart, com mais de 6.670 cópias vendidas no país. Nos Estados Unidos, a faixa também alcançou a 40.ª colocação da parada R&B/Hip-Hop Songs.

## Antecedentes e produção

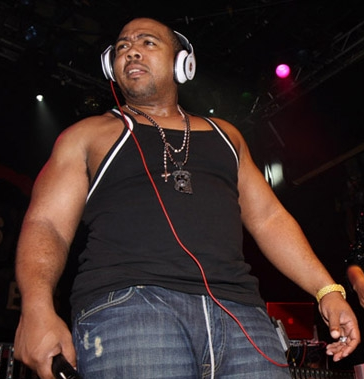
Timbaland foi um dos produtores e compositores de "Tunnel Vision".

Timberlake começou a escrever e gravar o seu terceiro álbum de estúdio no final de Maio e na primeira semana de Junho, e foi concluído em Julho de 2012. O projeto foi elaborado em um período de 20 dias. Em Agosto de 2012, o produtor Jim Beanz informou que Timberlake começou a trabalhar em seu novo projeto musical. No entanto, naquela época, logo após o anúncio, o publicista de Timberlake revelou que não havia planos para um novo álbum de Timberlake, afirmando em vez disso que Timberlake estava trabalhando com Timbaland em canções para seu próximo projeto Shock Value III.Embora, originalmente planejado para ser lançado em outubro de 2012, data em que o álbum foi adiado por causa do casamento do cantor com a atriz Jessica Biel.O empresário de Timberlake, Johnny Wright, afirmou que, embora no projeto estavam envolvidos artistas que também são principalmente amigos de Timberlake, foi difícil manter o álbum em segredo, fazendo-os usar codinomes para o projeto.O álbum foi lançado em 15 de março de 2013, sob o título The 20/20 Experience.
"Tunnel Vision" foi escrita por Timberlake, Timothy Mosley, Jerome "J-Roc" Harmon e James Fauntleroy, e sua produção foi elaborada por Timberlake, Timbaland e J-Roc.Os vocais de Timberlake e sua produção foram gravadas no Larabee Studios em Hollywood, California.J-Roc providenciou os teclados para a música, enquanto Elliot Ives tocava guitarra.A mistura da canção foi feita por Jimmy Douglass, Chris Godbey e Timberlake, também no Larabee Studios."Tunnel Vision" será lançada como terceiro single de The 20/20 Experience em 15 de julho de 2013 no Reino Unido. Em 10 de junho, Timberlake revelou a capa do single. Na capa, o rosto do cantor se encontra em preto e branco através da imagem de uma mulher nua.

## Desempenho nas tabelas musicais
Após o lançamento do álbum, devido às fortes vendas digitais, "Tunnel Vision" entrou para tabelas da Coreia do Sul e dos Estados Unidos. No dia 17 de Março de 2013, a canção estreou na 27.ª colocação da parada South Korea Gaon International Chart com vendas digitais de 6,670 cópias no país.A canção também alcançou a 40.ª posição na parada R&B/Hip-Hop Songs.

### Posições
| Tabelas musicais (2013)                              | Melhor posição |
| ---------------------------------------------------- | -------------- |
| Coreia do Sul (South Korea Gaon International Chart) | 27             |
| Estados Unidos (Bubbling Under Hot 100 Singles)      | 11             |
| Estados Unidos (Billboard R&B/Hip-Hop Songs)         | 40             |

## Créditos
Créditos adaptados através do encarte de The 20/20 Experience.
Locais
- Vocais e mixagem gravados no Larrabee Studios, Hollywood, Califórnia.

Pessoal
- Timothy "Timbaland" Mosley – produção, composição;
- Justin Timberlake – mistura, produção, composição;
- Jerome "J-Roc" Harmon – teclados, produção, composição;
- James Fauntleroy – composição;
- Chris Godbey – engenheiro de som, mistura;
- Jimmy Douglass – mistura;
- Elliot Ives – guitarra

## Histórico de lançamento
| País        | Data                | Formato          | Editora discográfica |
| ----------- | ------------------- | ---------------- | -------------------- |
| Reino Unido | 15 de Julho de 2013 | Descarga digital | RCA Records          |